# Le Quesnel
Le Quesnel is een gemeente in het Franse departement Somme (regio Hauts-de-France) en telt 643 inwoners (2004). De plaats maakt deel uit van het arrondissement Montdidier.

## Geografie
De oppervlakte van Le Quesnel bedraagt 11,5 km², de bevolkingsdichtheid is 55,9 inwoners per km².
De onderstaande kaart toont de ligging van Le Quesnel met de belangrijkste infrastructuur en aangrenzende gemeenten.

## Demografie
Onderstaande figuur toont het verloop van het inwonertal (bron: INSEE-tellingen).